# Seeing

Skiss som visar hur en fjärran stjärnas optiska vågfronter kan störas av ett oroligt luftlager i jordatmosfären.

Seeing (uttal: [si:iŋ]; efter engelskans ord för 'seende' eller 'syn'; av see, 'se') är den inverkan jordens atmosfär har på bildkvaliteten vid astronomiska observationer. Man kan definiera seeingen enligt kvalitativa (mellan, god eller dålig seeing) eller kvantitativa termer.
Under den senare delen av 1900-talet skapades rymdobservatorier på ställen där observationsförhållanden var mycket gynnsamma. Därmed har betydelsen av god respektive dålig seeing förskjutits, vilket innebär att "god seeing" i observationer från mitten av 1900-talet motsvarar det som idag oftare beskrivs som medelmåttig eller rent dålig seeing.
Ett kvantitativt mått på seeingen kan fås genom att (i bilden av en punktformad ljuskälla – exempelvis stjärna) bestämma vinkelutsträckningen av området nära mitten som har en intensitet på minst 50 procent av bildens mitt. Diametern hos denna seeingskiva kan, när observationsförhållandena är mycket goda, ibland vara mindre än 0,5 bågsekunder.

## Måttskalor för seeing-nivåer
Den grekisk-franske astronomen Eugène Antoniadi skapade en femgradig skala – som fått namnet Antoniadiskalan efter honom – för olika seeing-nivåer. Den använder de romerska siffrorna från I till V; med arabiska siffror hade den kunnat sammanblandas med andra astronomiska måttenheter.
I). perfekt seeing, med helt störningsfria bilder
II). lätt vågformiga störningar i bilderna, omväxlande med störningsfria bilder
III). medelmåttig seeing, kännetecknad av märkbara störningar i bilderna
IV). dålig seeing, med återkommande och starka, vågformiga störningar
V). mycket dålig seeing, med avsevärda svårigheter att urskilja bilderna

En animering av månens yta som visar hur jordatmosfären påverkar den bild som går att få.

Det finns också en annan måttskala för seeing, utformad av William H. Pickering. Denna utgår från en akromatisk refraktor (astronomisk kikare) med 125 millimeters diameter och som delar upp synbarheten i tio nivåer, från 1 (sämsta) till 10 (bästa möjliga). Denna måttskala är dock mindre använd.